# Colle del Crò
Il Colle del Crò (1155 m) è un passo che collega la Val Lemina alla bassa Val Chisone, in Piemonte.

## Caratteristiche

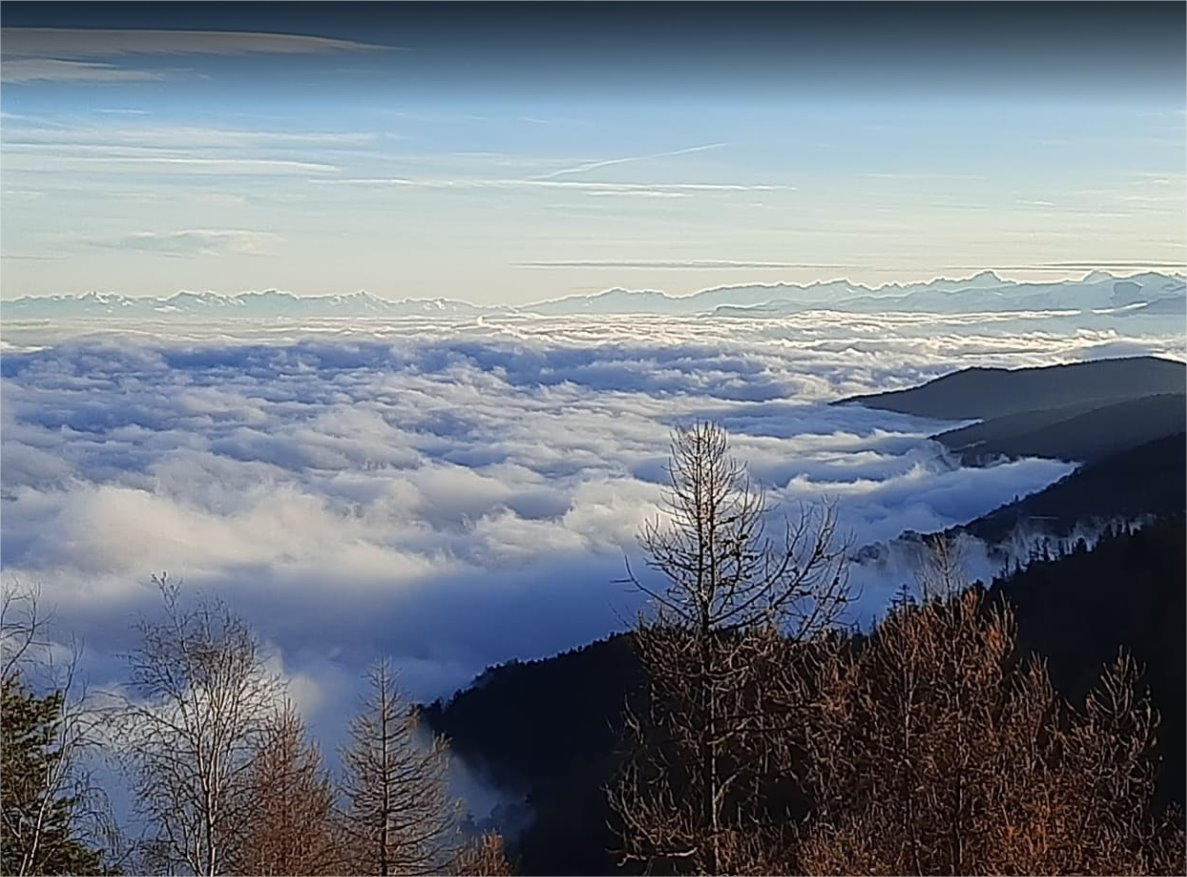
Il panorama dal Colle del Crò

Il colle si trova sullo spartiacque tra il vallone del Grandubbione, una vallata laterale della Val Chisone, e la Val Lemina. È collocato a sud del Monte Fajè (1386 m), oltre il quale lo spartiacque continua con il Colle Colletto e il Monte Sette Confini. Verso sud lo partiacque prosegue in direzione dei monti Balmella e Parpaiola. Nei pressi del punto di valico sono situati vari edifici; le tavolette dell'IGM non danno un nome al colle, presso il quale situano la località Cocca. Cartine più recenti, come quella edita da Fraternali, lo chiamano Colle Cro, ma comunemente il suo nome viene riportato come "Colle del Crò".
Nell'immediato intorno del Colle sono presenti quattro borgate non abbandonate insistenti sui territori di Pinasca e San Pietro Val Lemina: Crò (suddiviso ulteriormente in Cocca, Cioccia e Taluccotto o Talucco Alto), Coccheria, Mercateria e Forte.

## Accesso
Il colle è raggiungibile per una strada asfaltata, la SP167 dalla Val Lemina che lo collega con San Pietro Val Lemina, e per una strada forestale in gran parte sterrata che lo collega con Pinasca, Dubbione e Pra Martino. 
Dal valico partono anche vari sentieri e piste sterrate frequentate dagli appassionati di escursionismo e mountain bike.. 
Uno dei sentieri conduce alla vicina Falesia del Crò, rinomata tra gli appassionati di arrampicata e conosciuta come "la rocca della cenere", che ospita attualmente circa 40 monotiri.

## Cartografia
- 6 - Pinerolese Val Sangone, scala 1:25.000, ed. Fraternali
- 17 - Torino Pinerolo e Bassa Val di Susa, scala 1:50.000, ed. IGC - Istituto Geografico Centrale

## Cartografia storica
- 1700 Carte particulière des environs de Pignerol
- 1792 Mappa topografica regolare ed in misura del Territorio di Pinasca, esclusivamente al feudo del Gran Dubbione Pinasca. Mappa A
- 1792 Mappa topografica regolare ed in misura del feudo del Gran Dubbione, territorio di Pinasca Pinasca. Mappa B
- 1861 Catasto Rabbini - Foglio n.1 mappa originale del Comune di San Pietro Val Lemina
- 1861 Catasto Rabbini - Foglio IX allegato B mappa originale del Comune di Pinasca